# Saint-Sauveur-d'Aunis
Saint-Sauveur-d'Aunis är en kommun i departementet Charente-Maritime i regionen Nouvelle-Aquitaine i västra Frankrike. Kommunen ligger  i kantonen Courçon som ligger i arrondissementet La Rochelle. År 2022 hade Saint-Sauveur-d'Aunis 1 885 invånare.

## Befolkningsutveckling
Antalet invånare i kommunen Saint-Sauveur-d'Aunis
Referens:INSEE